# Gustavo Varela
Gustavo Antonio Varela Rodríguez (Montevideo, 1978. május 14. –) uruguayi válogatott labdarúgó.

## Pályafutása

### Klubcsapatban
Montevideóban született. 1998-ban a Nacionalban kezdte a pályafutását, ahol négy évet töltött. A Nacional játékosaként 1998-ban, 2000-ben, 2001-ben és 2002-ben bajnoki címet szerzett. 2002-ben Németországba szerződött a Schalke 04 együtteséhez, ahol 2009-ig játszott. 2009 és 2011 között a Nacional, 2010 és 2011 között az argentin Quilmes játékosa volt. 2011-től 2014-ig a Cerrót erősítette Uruguayban. 

### A válogatottban
2000 és 2006 között 24 mérkőzésen szerepelt az uruguayi válogatottban. Részt vett a 2002-es világbajnokságon, ahol az uruguayiak összes csoportmérkőzésén kezdőként lépett pályára. Tagja volt a 2004-es Copa Américán bronzérmet szerző válogatott keretének is.

## Sikerei, díjai
Nacional
- Uruguayi bajnok (11): 1998 Apertura, 1998 Clausura, 1998, 1999 Apertura, 2000 Apertura, 2000, 2001 Clausura, 2001, 2002 Apertura, 2002, 2009–10 Apertura

Schalke 04
- Intertotó-kupa (1): 2003
- Német ligakupagyőztesgyőztes (1): 2005

Uruguay
- Copa América bronzérmes (1): 2004